# Rolf-Dieter Meyer-Wiegand
Rolf-Dieter Meyer-Wiegand (* 1929 in Krefeld; † 2006 in Köln) war ein deutscher Landschaftsmaler.

## Leben
Meyer-Wiegand lebte in einem künstlerischen Umfeld. Sein Vater Hugo Meyer-Wiegand war Konzertmeister und Dirigent, seine Mutter war die Konzertsängerin Martha Josephine Meyer-Wiegand, geb. Pierigal. Der Vater nahm 1939 für sich, seine Frau und seine beiden Kinder den Namen Meyer-Wiegand an.
Meyer-Wiegand brach in jungen Jahren eine Lehre als Zahntechniker ab, um seiner Berufung der Malerei zu folgen. Die Reisen mit seiner Frau nach Frankreich, in die Niederlande und nach Belgien spiegeln sich in seinen Landschaftsgemälden wider.
Heute werden seine Werke insbesondere im Rheinland, darüber hinaus aber auch in den Niederlanden in einschlägigen Auktionshäusern und Galerien gehandelt.

## Werk
Kennzeichnend für seinen Stil waren die meist kleinformatigen Gemälde, Tafelbilder, die er mit Ölfarben auf Holz, mit sehr viel Bedacht für das Detail ausarbeitete. Während Pop Art und Nouveau Réalisme in die Museen einzogen, hatte er eher eine Affinität für die Düsseldorfer Schule, deren Blütezeit allerdings bereits vorbei war. Als sich Meyer-Wiegand zu Beginn der 1950er Jahre bei der Düsseldorfer Akademie einschrieb, wurde dieser Stil nicht mehr vermittelt, so dass er sich autodidaktisch weiterbildete. Seine Vorbilder waren die französischen Impressionisten Eugène Boudin und Camille Pissarro. Als er später auch Porträts malte, orientierte sich seine Kunst an Vorbildern wie Edgar Degas und Édouard Vuillard.
Auf seinen Reisen sammelte er Eindrücke, machte sich Notizen, hielt Einzelheiten in Skizzen fest, und fotografierte Dias als Gedächtnisstütze. In seinem Atelier setzte er seine Materialien später in die von ihm bevorzugte Atmosphäre seiner Malerei um. Seine bevorzugten Motive, Flusslandschaften am Rhein, Stadtansichten von Paris, Darstellungen niederländischer Dörfer, Strände und Häfen, aber auch Ansichten von Düsseldorf und Köln, wurden von Meyer-Wiegand zumeist in einen historisch-romantisierenden Kontext gestellt.
Das gilt auch für die Gemälde, auf denen er Menschen darstellte. Auf seinen Frauenporträts erkennt man immer wieder die gleiche Frau, in der Kenner und Kunstkritiker seine Ehefrau Marianne vermuten. Sie erscheint auch auf Paardarstellungen, auf denen der neben ihr dargestellte Mann einem Selbstbildnis des Künstlers nahe kommt. Diese Porträts folgen ebenfalls dem mondänen Stil, den Meyer-Wiegand bevorzugte. Seine Dame erscheint meist mit Hüten und Kleidern der Jahrhundertwende, sein Paar wird immer wieder elegant gekleidet in der Oper, auf der Rennbahn oder bei der Kutschfahrt inszeniert.

## Ausstellungen
Acht Jahre nach seinem Tod in Köln, präsentierte das Huis voor de Kunst im niederländischen Veendam im Veenkoloniaal Museum vom 25. Mai bis 14. September 2014 eine Ausstellung von Werken des Künstlers. Dazu erschien ein umfangreicher Ausstellungskatalog, der die Gemälde, aber auch den Lebensweg von Meyer-Wiegand in Form einer Monografie ausführlich nachzeichnet.